# Leichtathletik-Länderkampf der Frauen 1983 BR Deutschland – Niederlande / BR Deutschland – Polen
| 2./3. Leichtathletik-Länderkampf mit bundesdeutscher Beteiligung 1983                | 2./3. Leichtathletik-Länderkampf mit bundesdeutscher Beteiligung 1983 |
| ------------------------------------------------------------------------------------ | --------------------------------------------------------------------- |
|                                                                                      |                                                                       |
| Ländervergleich der Frauen: BR Deutschland – Niederlande BR Deutschland – Polen00000 |                                                                       |
| Austragungsort                                                                       | Bielefeld                                                             |
| Wettbewerbe                                                                          | 15                                                                    |
| Datum                                                                                | 4. Juni                                                               |
| 1. FRG 2. NLD                                                                        | 110 P 047 P                                                           |
| 1. FRG 2. POL                                                                        | 098 P 058 P                                                           |
| Chronik                                                                              |                                                                       |
| ← FRG-POL Werfer (M)                                                                 | ITA-FRG/FRG-POL (M) →                                                 |

Die Länderkampfveranstaltungen zwei und drei des Länderkampfjahres 1983 fanden in einem Event statt, in dem die bundesdeutschen Leichtathletinnen in getrennter Wertung auf zwei Gegnerinnen gleichzeitig trafen. Am 4. Juni wurden in Bielefeld die Ländervergleiche zwei und drei ausgetragen. Angereist zu diesen Begegnungen waren Sportlerinnen aus den Niederlanden und Polen. Auch im letzten Jahr hatte es dieses Dreiertreffen in leicht abgewandelter Wertungsform gegeben. Gegen beide Kontrahentinnen hatten die bundesdeutschen Frauen 1982 die Oberhand behalten.
Vierzehn Mal war die Bundesrepublik in Zweiländerkämpfen zuvor auf Polen getroffen. Neun Mal hatten die bundesdeutschen Leichtathletinnen gesiegt, fünf Mal die Polinnen. Darüber hinaus hatte es 1981 ein weiteres Aufeinandertreffen unter Beteiligung von Großbritannien gegeben, das die Britinnen vor der Bundesrepublik und Polen gewonnen hatten.
Die Niederländerinnen waren in dreizehn vorangegangenen Zweiländerkämpfen Gegnerinnen der bundesdeutschen Leichtathletinnen gewesen. Die letzte dieser Begegnungen lag 22 Jahre zurück. 1968 hatte es außerdem einen Vergleich gegeben, an dem Rumänien als drittes Land beteiligt war. Alle diese Vergleiche waren an die Bundesrepublik gegangen.

## Modus
Auf dem Programm standen neben den bei Frauenländerkämpfen üblichen dreizehn Disziplinen, die den olympischen Wettbewerbskatalog komplett abdeckten, zwei weitere Rennen über 3000 Meter und 400 Meter Hürden. Die beiden zusätzlichen Disziplinen wurden 1984 in den olympischen Katalog für Frauen aufgenommen. Am Start waren in beiden Zweiländerkämpfen wie üblich zwei Teilnehmerinnen je Land und Wettbewerb. Die Wertung erfolgte nach dem Standardsystem.

## Ergebnis
In beiden Vergleichen war das bundesdeutsche Team hoch dominant. In den Einzelläufen gab es gegen die Niederlande sieben Disziplinerfolge für die Bundesrepublik gegenüber einem Disziplingewinn der Niederlande. Die Polinnen schnitten hier etwas besser ab als die Niederländerinnen, waren aber der Bundesrepublik mit drei zu fünf unterlegen. Von den Staffeln ging eine an Polen und die andere an die Bundesrepublik, die Niederlande belegte jeweils Rang drei. Im technischen Bereich lagen die bundesdeutschen Leichtathletinnen in allen Wettbewerben vor ihren Gegnerinnen. So gab es gegen die Niederlande mit 110 zu 47 Punkten einen hoch überlegen Sieg für die Bundesrepublik Deutschland. Gegen Polen gewannen die bundesdeutschen Sportlerinnen mit 98 zu 58 Punkten ebenfalls sehr deutlich.

## Einzelresultate

### 100 m
| Platz | Athletin            | Land | Zeit (s) | Länderkampfwertung | Länderkampfwertung |
| ----- | ------------------- | ---- | -------- | ------------------ | ------------------ |
| 1     | Nelli Cooman        | NLD  | 11,63    | 1. NLD 2. FRG      | 6 P 5 P            |
| 2     | Elke Vollmer        | FRG  | 11,79    | 1. NLD 2. FRG      | 6 P 5 P            |
| 3     | Sabine Klösters     | FRG  | 11,85    | 1. NLD 2. FRG      | 6 P 5 P            |
| 4     | Anna Slipiko        | POL  | 11,99    | 1. FRG 2. POL      | 8 P 3 P            |
| 5     | Iwona Pakula        | POL  | 12,06    | 1. FRG 2. POL      | 8 P 3 P            |
| 6     | Liliane van der Ham | NLD  | 12,47    | 1. FRG 2. POL      | 8 P 3 P            |

Wind: −2,0 m/s

### 200 m
| Platz | Athletin          | Land | Zeit (s) | Länderkampfwertung | Länderkampfwertung |
| ----- | ----------------- | ---- | -------- | ------------------ | ------------------ |
| 1     | Gaby Bußmann      | FRG  | 23,61    | 1. FRG 2. NLD      | 8 P 3 P            |
| 2     | Heidi-Elke Gaugel | FRG  | 23,85    | 1. FRG 2. NLD      | 8 P 3 P            |
| 3     | Elżbieta Woźniak  | POL  | 23,96    | 1. FRG 2. NLD      | 8 P 3 P            |
| 4     | Anna Slipiko      | POL  | 24,02    | 1. FRG 2. POL      | 8 P 3 P            |
| 5     | Tilly Verhoef     | NLD  | 24,57    | 1. FRG 2. POL      | 8 P 3 P            |
| 6     | Marjo van Agt     | NLD  | 24,89    | 1. FRG 2. POL      | 8 P 3 P            |

Wind: +1,9 m/s

### 400 m
| Platz | Athletin             | Land | Zeit (s) | Länderkampfwertung | Länderkampfwertung |
| ----- | -------------------- | ---- | -------- | ------------------ | ------------------ |
| 1     | Mary Wagner          | FRG  | 52,65    | 1. FRG 2. NLD      | 8 P 3 P            |
| 2     | Christiane Brinkmann | FRG  | 53,01    | 1. FRG 2. NLD      | 8 P 3 P            |
| 3     | Małgorzata Dunecka   | POL  | 53,75    | 1. FRG 2. NLD      | 8 P 3 P            |
| 4     | Elżbieta Kapusta     | POL  | 53,90    | 1. FRG 2. POL      | 8 P 3 P            |
| 5     | Desiree de Leeuw     | NLD  | 54,03    | 1. FRG 2. POL      | 8 P 3 P            |
| 6     | Dorien ten Bosch     | NLD  | 55,95    | 1. FRG 2. POL      | 8 P 3 P            |

### 800 m
| Platz | Athletin          | Land | Zeit (min) | Länderkampfwertung | Länderkampfwertung |
| ----- | ----------------- | ---- | ---------- | ------------------ | ------------------ |
| 1     | Jolanta Januchta  | POL  | 1:59,91    | 1. FRG 2. NLD      | 8 P 3 P            |
| 2     | Petra Kleinbrahm  | FRG  | 2:03,40    | 1. FRG 2. NLD      | 8 P 3 P            |
| 3     | Brigitte Brückner | FRG  | 2:03,96    | 1. FRG 2. NLD      | 8 P 3 P            |
| 4     | Wanda Stefanska   | POL  | 2:04,53    | 1. POL 2. FRG      | 6 P 5 P            |
| 5     | Ina Blaauw        | NLD  | 2:05,41    | 1. POL 2. FRG      | 6 P 5 P            |
| 6     | Jacky Winkelman   | NLD  | 2:05,52    | 1. POL 2. FRG      | 6 P 5 P            |

### 1500 m
| Platz | Athletin       | Land | Zeit (min) | Länderkampfwertung | Länderkampfwertung |
| ----- | -------------- | ---- | ---------- | ------------------ | ------------------ |
| 1     | Brigitte Kraus | FRG  | 4:06,82    | 1. FRG 2. NLD      | 8 P 3 P            |
| 2     | Martina Krott  | FRG  | 4:10,14    | 1. FRG 2. NLD      | 8 P 3 P            |
| 3     | Elly van Hulst | NLD  | 4:11,30    | 1. FRG 2. NLD      | 8 P 3 P            |
| 4     | Anna Bukis     | POL  | 4:12,43    | 1. FRG 2. POL      | 8 P 3 P            |
| 5     | Maria Balc     | POL  | 4:21,98    | 1. FRG 2. POL      | 8 P 3 P            |
| 6     | Tineke Kluft   | NLD  | 4:33,78    | 1. FRG 2. POL      | 8 P 3 P            |

### 3000 m
| Platz | Athletin          | Land | Zeit (min) | Länderkampfwertung | Länderkampfwertung |
| ----- | ----------------- | ---- | ---------- | ------------------ | ------------------ |
| 1     | Elisabeth Franzis | FRG  | 9:24,80    | 1. FRG 2. NLD      | 8 P 3 P            |
| 2     | Vera Michallek    | FRG  | 9:24,89    | 1. FRG 2. NLD      | 8 P 3 P            |
| 3     | Marianna Panfil   | POL  | 9:29,85    | 1. FRG 2. NLD      | 8 P 3 P            |
| 4     | Wilma Rusman      | NLD  | 9:32,89    | 1. FRG 2. POL      | 8 P 3 P            |
| 5     | Renata Kokowska   | POL  | 9:33,94    | 1. FRG 2. POL      | 8 P 3 P            |
| 6     | Carla Beurskens   | NLD  | 9:56,42    | 1. FRG 2. POL      | 8 P 3 P            |

### 100 m Hürden
| Platz | Athletin         | Land | Zeit (s) | Länderkampfwertung | Länderkampfwertung |
| ----- | ---------------- | ---- | -------- | ------------------ | ------------------ |
| 1     | Lucyna Kałek     | POL  | 12,89    | 1. FRG 2. NLD      | 7 P 4 P            |
| 2     | Ulrike Denk      | FRG  | 13,27    | 1. FRG 2. NLD      | 7 P 4 P            |
| 3     | Danuta Wołosz    | POL  | 13,54    | 1. FRG 2. NLD      | 7 P 4 P            |
| 4     | Marjan Olyslager | NLD  | 13,78    | 1. POL 2. FRG      | 7 P 4 P            |
| 5     | Edith Oker       | FRG  | 13,84    | 1. POL 2. FRG      | 7 P 4 P            |
| 6     | Bianca Citteur   | NLD  | 14,56    | 1. POL 2. FRG      | 7 P 4 P            |

Wind: −0,8 m/s

### 400 m Hürden
| Platz | Athletin         | Land | Zeit (s) | Länderkampfwertung | Länderkampfwertung |
| ----- | ---------------- | ---- | -------- | ------------------ | ------------------ |
| 1     | Genowefa Błaszak | POL  | 56,42    | 1. FRG 2. NLD      | 8 P 3 P            |
| 2     | Angela Wilhelm   | FRG  | 58,01    | 1. FRG 2. NLD      | 8 P 3 P            |
| 3     | Gudrun Abt       | FRG  | 58,27    | 1. FRG 2. NLD      | 8 P 3 P            |
| 4     | Anna Maniecka    | POL  | 58,96    | 1. POL 2. FRG      | 6 P 5 P            |
| 5     | Elke Spierenburg | NLD  | 60,08    | 1. POL 2. FRG      | 6 P 5 P            |
| 6     | Esther Scheuten  | NLD  | 62,44    | 1. POL 2. FRG      | 6 P 5 P            |

### 4 × 100 m Staffel
| Platz | Besetzung      | Land                                                               | Zeit (s) | Länderkampfwertung | Länderkampfwertung |
| ----- | -------------- | ------------------------------------------------------------------ | -------- | ------------------ | ------------------ |
| 1     | BR Deutschland | Sabine Klösters Elke Vollmer Michaela Schabinger Heidi-Elke Gaugel | 44,39    | 1. FRG 2. NLD      | 5 P 2 P            |
| 2     | Polen          | Iwona Pakula Anna Slipiko Elżbieta Woźniak Lucyna Kałek            | 45,22    | 1. FRG 2. POL      | 5 P 2 P            |
| 3     | Niederlande    | Nelli Cooman Martha Derby Marjan Olyslager Liliane van der Ham     | 45,71    | 1. FRG 2. POL      | 5 P 2 P            |

### 4 × 400 m Staffel
| Platz | Besetzung      | Land                                                                  | Zeit (min) | Länderkampfwertung | Länderkampfwertung |
| ----- | -------------- | --------------------------------------------------------------------- | ---------- | ------------------ | ------------------ |
| 1     | Polen          | Elżbieta Kapusta Małgorzata Dunecka Genowefa Błaszak Jolanta Januchta | 3:32,09    | 1. FRG 2. NLD      | 5 P 2 P            |
| 2     | BR Deutschland | Rita Daimer Gisela Gottwald Marlies Harnes Sabine Everts              | 3:33,62    | 1. POL 2. FRG      | 5 P 2 P            |
| 3     | Niederlande    | Desiree de Leeuw Dorien ten Bosch Marjo van Agt Tilly Verhoef         | 3:47,96    | 1. POL 2. FRG      | 5 P 2 P            |

### Hochsprung
| Platz | Athletin         | Land | Höhe (m) | Länderkampfwertung | Länderkampfwertung |
| ----- | ---------------- | ---- | -------- | ------------------ | ------------------ |
| 1     | Ulrike Meyfarth  | FRG  | 1,92     | 1. FRG 2. NLD      | 8 P 3 P            |
| 2     | Danuta Bułkowska | POL  | 1,86     | 1. FRG 2. NLD      | 8 P 3 P            |
| 3     | Anne Heitmann    | FRG  | 1,83     | 1. FRG 2. NLD      | 8 P 3 P            |
| 4     | Agata Jaroszek   | POL  | 1,83     | 1. FRG 2. POL      | 7 P 4 P            |
| 5     | Ella Wijnannts   | NLD  | 1,75     | 1. FRG 2. POL      | 7 P 4 P            |
| 6     | Marjon Wijnsma   | NLD  | 1,75     | 1. FRG 2. POL      | 7 P 4 P            |

### Weitsprung
| Platz | Athletin              | Land | Weite (m) | Länderkampfwertung | Länderkampfwertung |
| ----- | --------------------- | ---- | --------- | ------------------ | ------------------ |
| 1     | Christina Sussiek     | FRG  | 6,66      | 1. FRG 2. NLD      | 8 P 3 P            |
| 2     | Anke Weigt            | FRG  | 6,59      | 1. FRG 2. NLD      | 8 P 3 P            |
| 3     | Ciska Janssen         | NLD  | 6,07      | 1. FRG 2. NLD      | 8 P 3 P            |
| 4     | Elzbieta Klimaszewska | POL  | 5,95      | 1. FRG 2. POL      | 8 P 2 P            |
| 5     | Delia Appelmann       | NLD  | 5,81      | 1. FRG 2. POL      | 8 P 2 P            |

Polen war mit nur einer Teilnehmerin am Start.

### Kugelstoßen
| Platz | Athletin             | Land | Weite (m) | Länderkampfwertung | Länderkampfwertung |
| ----- | -------------------- | ---- | --------- | ------------------ | ------------------ |
| 1     | Claudia Losch        | FRG  | 18,79     | 1. FRG 2. NLD      | 8 P 3 P            |
| 2     | Mechthild Schönleber | FRG  | 17,43     | 1. FRG 2. NLD      | 8 P 3 P            |
| 3     | Ludwika Chewińska    | POL  | 15,58     | 1. FRG 2. NLD      | 8 P 3 P            |
| 4     | Debbie Dunant        | NLD  | 15,02     | 1. FRG 2. POL      | 8 P 3 P            |
| 5     | Jennifer Smit        | NLD  | 14,68     | 1. FRG 2. POL      | 8 P 3 P            |
| 6     | Renata Katewicz      | POL  | 12,41     | 1. FRG 2. POL      | 8 P 3 P            |

### Diskuswurf
| Platz | Athletin        | Land | Weite (m) | Länderkampfwertung | Länderkampfwertung |
| ----- | --------------- | ---- | --------- | ------------------ | ------------------ |
| 1     | Ingra Manecke   | FRG  | 61,52     | 1. FRG 2. NLD      | 8 P 3 P            |
| 2     | Danuta Majewska | POL  | 60,36     | 1. FRG 2. NLD      | 8 P 3 P            |
| 3     | Dagmar Galler   | FRG  | 55,24     | 1. FRG 2. NLD      | 8 P 3 P            |
| 4     | Renata Katewicz | POL  | 54,74     | 1. FRG 2. POL      | 7 P 4 P            |
| 5     | Bea Wiarda      | NLD  | 52,16     | 1. FRG 2. POL      | 7 P 4 P            |
| 6     | Isaline Hage    | NLD  | 47,58     | 1. FRG 2. POL      | 7 P 4 P            |

### Speerwurf
| Platz | Athletin         | Land | Weite (m) | Länderkampfwertung | Länderkampfwertung |
| ----- | ---------------- | ---- | --------- | ------------------ | ------------------ |
| 1     | Eva Helmschmidt  | FRG  | 66,48     | 1. FRG 2. NLD      | 8 P 3 P            |
| 2     | Genowefa Olejarz | POL  | 61,48     | 1. FRG 2. NLD      | 8 P 3 P            |
| 3     | Beate Peters     | FRG  | 61,24     | 1. FRG 2. NLD      | 8 P 3 P            |
| 4     | Maria Jabłońska  | POL  | 56,02     | 1. FRG 2. POL      | 7 P 4 P            |
| 5     | Linda Berhout    | NLD  | 49,28     | 1. FRG 2. POL      | 7 P 4 P            |
| 6     | Harriet van Raay | NLD  | 43,94     | 1. FRG 2. POL      | 7 P 4 P            |